# セルバンテス文化センター
インスティトゥト・セルバンテス（スペイン語: Instituto Cervantes）は、1991年にスペイン政府によって設立された、スペイン語教育及びスペイン語圏の文化普及を目的とした施設。

## 概要

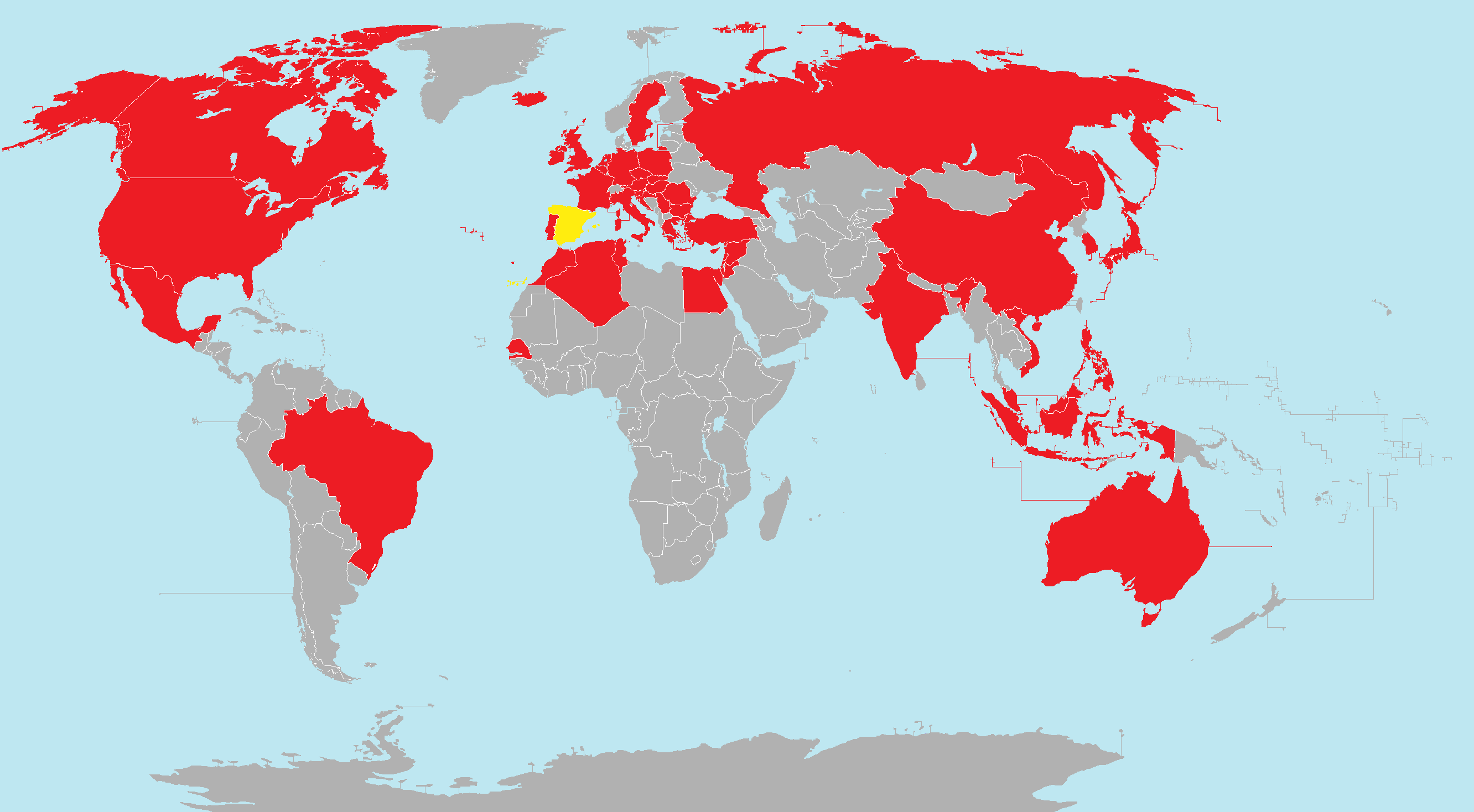
インスティトゥト・セルバンテスが設置されている国（赤）／スペイン本国（黄）

スペイン語の教育と文化の普及を目的とした国営施設で、世界40カ国、72箇所に展開されており、本拠地はマドリードと作家ミゲル・デ・セルバンテスの生誕地であるアルカラ・デ・エナーレスに置かれている。
日本では、東京都千代田区に2007年9月にインスティトゥト・セルバンテス東京（旧称：セルバンテス文化センター東京）がオープンしており、その規模は各国のセンターの中で最大級である。
スペイン語講座のほか、スペイン語圏諸国の文化を紹介するイベントなどを行っている。
各界の著名人なども呼んで講演会を行うこともある。
スペイン語検定試験DELEも実施している。

## 受賞歴
- 2005年アストゥリアス皇太子賞：コミュニケーションおよびヒューマニズム部門受賞

受賞対象：アリアンス・フランセーズ（フランス）、ダンテ・アリギエーリ協会（イタリア）、ブリティッシュ・カウンシル（イギリス）、ゲーテ・インスティトゥート（ドイツ）、 インスティトゥト・セルバンテス （スペイン）、カモンイス院 （ポルトガル）
受賞理由：「一部の組織は100年以上の歴史を持ち、各大陸の何百万人もの人々にそれぞれの各国の言語を教えるだけでなく、文学と芸術的伝統や西洋文明の基礎となる人間的価値観と倫理観を広く知らしめ、ヨーロッパの文化遺産の保護と育成に貢献している」